# Сагитов, Талгат Нигматуллович
Талгат Нигматуллович Сагитов (род. 31 июля 1942, Макарово, Башкирская АССР) — башкирский журналист и государственный деятель.

## Биография
Министр культуры Башкирии (в 1986—1987, и 1997—2001). Председатель Государственного комитета Башкирской АССР по телевидению и радиовещанию (1980—1986). Главный редактор журнала «Хэнэк» (1978—1980), газеты «Башкортостан» (1990—1996).

## Семья
Супруга — Фарзана Фаткулловна (заслуженный работник культуры РБ, заведующая кафедрой вокального искусства Уфимского института искусств).
Сын — Азамат, экс-руководитель администрации Президента Республики Башкортостан.
Сын — Салават, заместитель Премьер-министра Правительства Республики Башкортостан.
Отец — Нигмат Сагидуллин, погиб в бою 28 ноября 1942 года в Великолукском районе под городом Великие Луки.
Мать — Зулейха Газизова